# Линия Гала-Юдзава
Линия Гала-Юдзава (яп. ガーラ湯沢線 Га:ра-Юдзава-сэн) — неофициальное название железнодорожной ветки в поселке Юдзава, Япония. Управляется JR East.

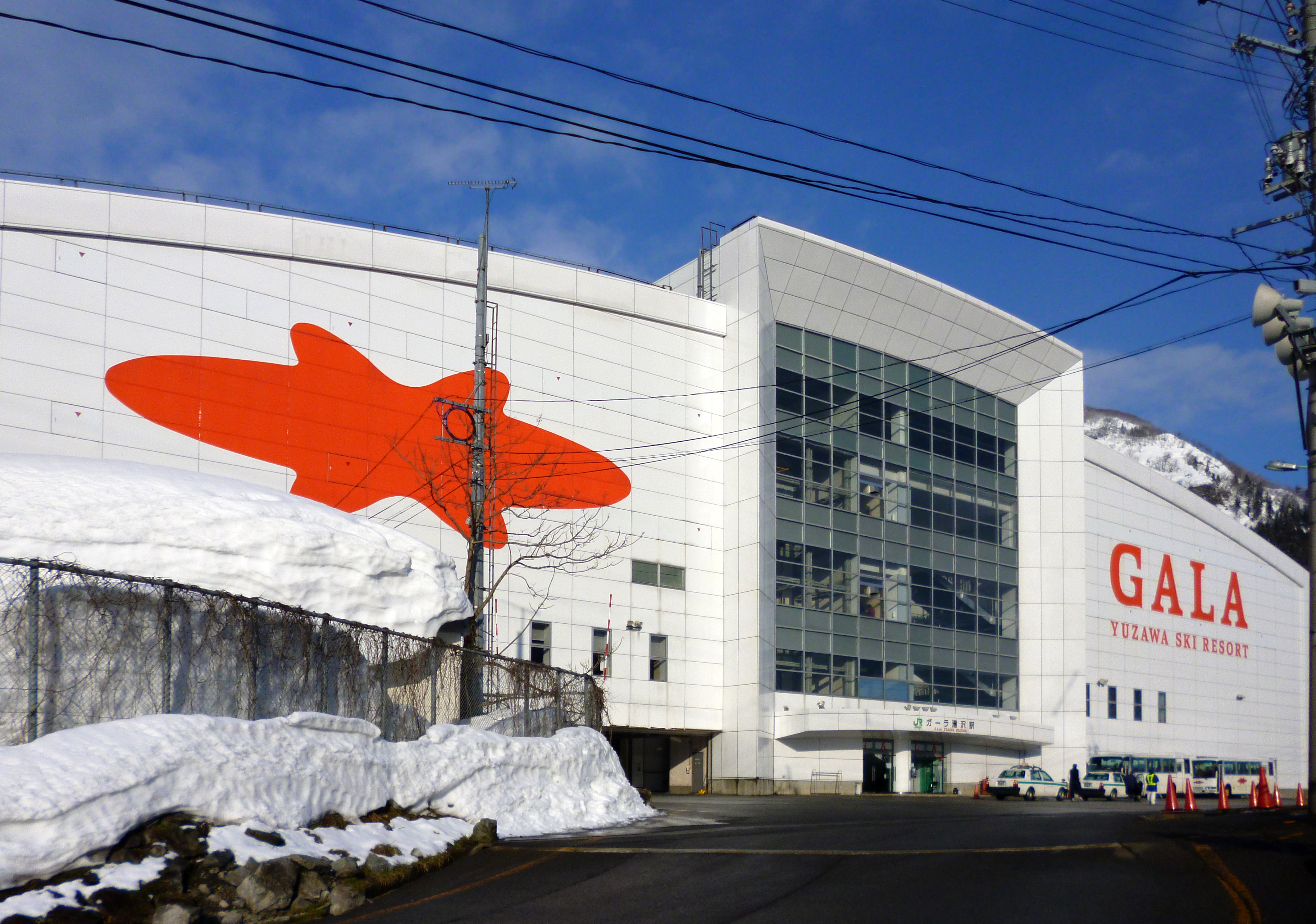
Здание вокзала станции Гала-Юдзава

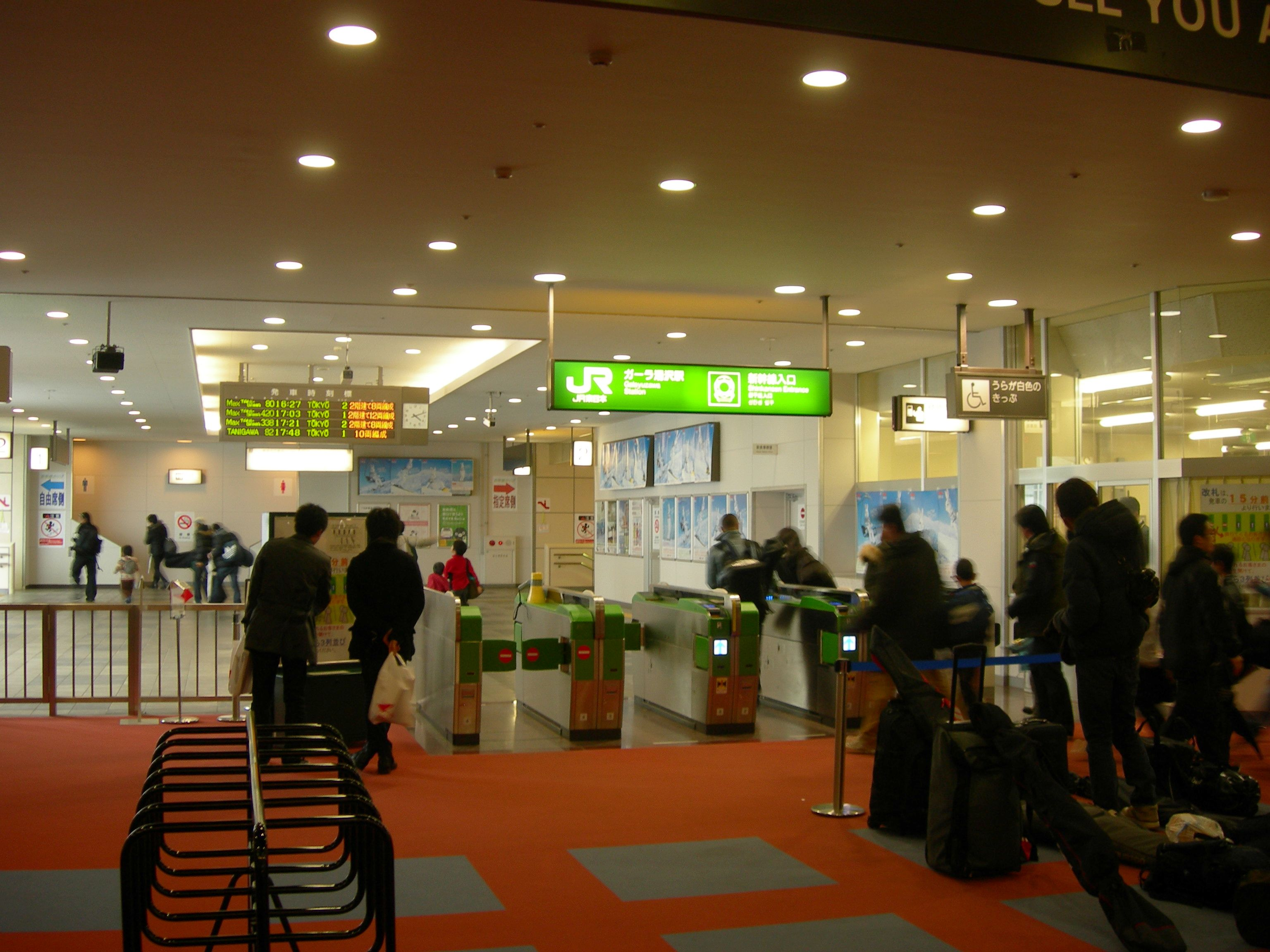
Входной терминал к поездам вокзала Гала-Юдзава

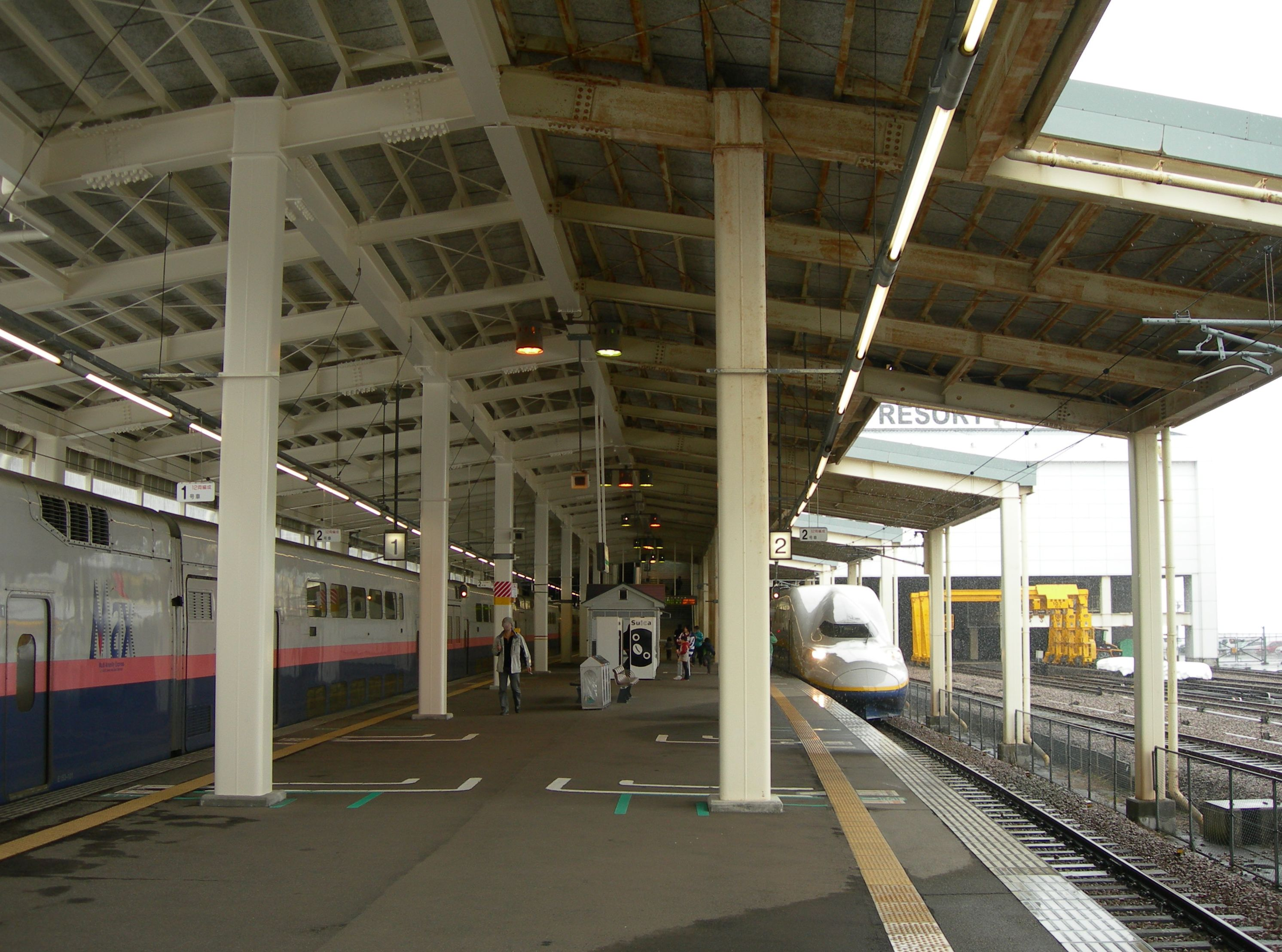
Платформа станции Гала-Юдзава

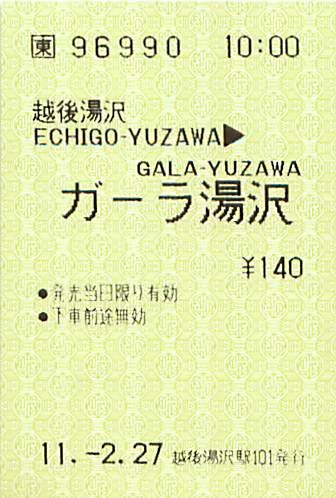
Билет линии Гала-Юдзава

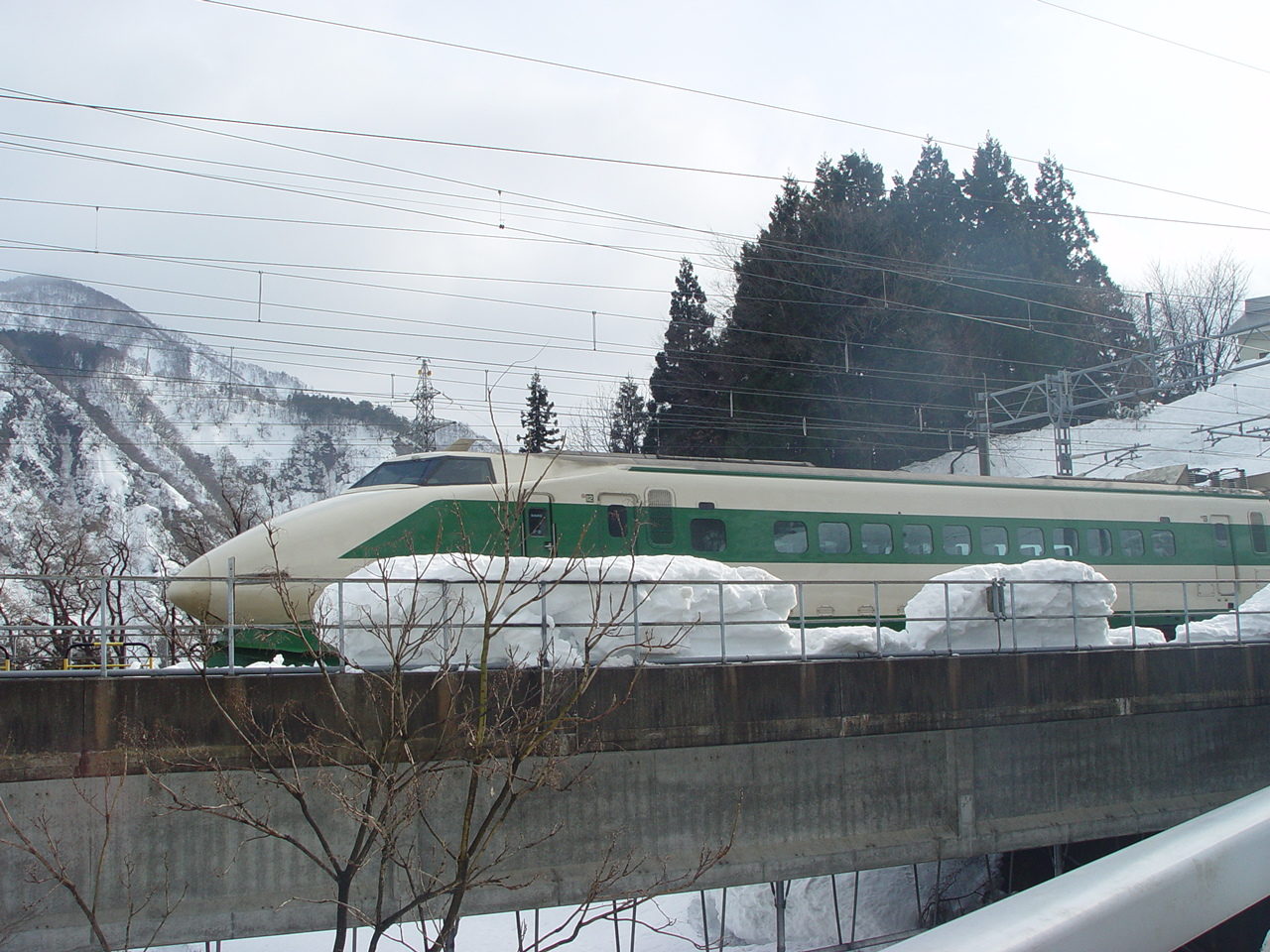
Синкансэн Серии 200 на пути к станции Гала-Юдзава (январь 2006)

Длина линии всего 1,8 км. Линия соединяет станции Этиго-Юдзава на Дзёэцу-синкансэн и Гала-Юдзава, но официально классифицируется как филиал Линии Дзёэцу. Линия не имеет промежуточных станций.
Железнодорожная ветка была построена в целях технического обслуживания, но была обновлена для обслуживания пассажиров с 20 декабря 1990 года.
Станция Гала-Юдзава обслуживает близлежащий горнолыжный курорт Гала Юдзава (подъемники работают прямо от станции), поэтому станция используется только в зимний период, во время лыжного сезона. Когда нет лыжного сезона, ветка используется для первоначальной функции — для обратного движения Дзёэцу-синкансэн оканчивающегося на станции Этиго-Юдзава.

## История
Станция открыта 20 декабря 1990 года.

## Подвижной состав
- Синкансэн Серии 200
- Синкансэн Серии E2
- Синкансэн Серии E4